# 跨性別性行為
跨性别性行为（英語：Transgender sexuality）是描述跨性别人士的性行为。
历史上，研究认为跨性别性行为可能与传统的人类性行为有所不同。 在20世纪的大部分时间里，所谓的“性別轉換症”被认为是有性的，因此是这些术语被定義的由來。
事实上，和其他所有性别一样，跨性别人群表现出各种可能的性取向和性吸引， 包括缺乏性吸引力的無性戀。

## 性取向标签
历史上，临床医生将跨性别者标记为异性恋或同性恋者，与其出生时的性别指定相关。大多数跨性别人士認爲這具有冒犯性，并且倾向于定义与其性别认同相关的性取向。例如，跨性别女同性恋者同时是跨性别女性（出生时性別指定為男性的女性）和女同性恋者（被其他女性吸引的女性）。

## 性取向分布
2015年針對跨性别者的调查显示，自我认定为酷兒者占21％，泛性戀者占18％，男同性恋者或女同性恋者占16％，异性恋者占15％，双性恋者占14％，而无性恋者占10％。

### 跨性别女性
一次对约3000名跨性别女性的调查显示，至少有60％被女性吸引。在跨性别女性中，27％的受访者自称为同性恋、女同性恋或同性恋爱恋，20％回答双性恋，19％异性恋，16％男性，6％回答无性，6％酷儿，6％沒有回答。

### 跨性别男性
到20世纪90年代中期，跨性别男性中的性别认同和性取向的范围已经被公認，大部分跨性别男性主要或完全被女性吸引。
Foerster报道了一位女性与一位在20世纪60年代后期性別轉換的跨性别男性之间已有15年成功的关系。

## 性取向和性別轉換
一些跨性别人士在他们的一生中保持一致的性取向，在某些情况下，性別轉換后仍与同一個伴侶在一起。在其他情况下，他们在性伴侣方面的选择可能会在性別轉換后发生改变。